# Praia do Flamengo (Salvador)
Pôr-do-sol entre os coqueiros da praia.
A Praia do Flamengo é uma praia na cidade de Salvador, na Bahia, no Brasil. Situada em Stella Maris, fica próxima à divisa de Salvador com o município de Lauro de Freitas. Muito frequentada, possui muitos coqueiros, areia amarelada e arrecifes, que provocam ondas fortes, boas para o surfe. Mas também são comuns as práticas de caminhada, pesca, pesca de mergulho, frescobol e kitesurf.
A Prefeitura de Salvador planeja intervenções na orla do bairro de Stella Maris, incluindo a Praia do Flamengo, cujo trecho tem o conceito de revitalização das áreas verdes. Isso inclui trilhas de caminhada, ciclofaixas e bosques. O projeto foi lançado em fevereiro de 2015, com previsão de início das obras em outubro de 2015 e entrega em 2016, o que não se efetivou.